# Massa molecolare

La relazione tra massa, quantità di sostanza, volume e numero di particelle.

La massa molecolare di una sostanza (detta pure impropriamente peso molecolare, che differisce dalla massa molare a meno della costante di massa molare) è il rapporto tra la massa di una data quantità di quella sostanza e il numero di moli della stessa quantità di quella sostanza. È comunemente espressa in unità di massa atomica (u). In alcuni casi, per massa molecolare di una sostanza si intende il rapporto tra la massa di una data quantità di quella sostanza e il numero di entità elementari (ad esempio molecole) costituenti la stessa quantità di quella sostanza.
La costante di conversione tra queste due interpretazioni della massa molecolare è la costante di Avogadro, ossia il numero di particelle elementari di una sostanza costituenti una mole di quella sostanza (per definizione di mole, la costante di Avogadro è la stessa per qualsiasi sostanza):
{\displaystyle {\frac {m[g/N_{p}e]}{N_{A}}}=m[u]}
dove:
- m [g/Npe] è la massa molecolare espressa in grammi su numero di particelle elementari;
- m [u] è la massa molecolare espressa in unità di massa atomica;
- NA è la costante di Avogadro.

## Calcolo
La massa molecolare può essere calcolata come la somma delle masse atomiche di tutti gli elementi costituenti la molecola.
Per esempio la massa molecolare dell'acqua (H2O) è la somma di due masse atomiche di idrogeno (1,00794 u) e una di ossigeno (15,9994 u):
2 × 1,00794 u + 15,9994 u = 18,01528 u

## Valori tipici
Le masse delle molecole ricadono in un intervallo di valori molto ampio: si va dalla più leggera H2 (2,0158 g/mol) a centinaia di migliaia di u per le macromolecole, quali per esempio i polimeri sintetici o le proteine e gli acidi nucleici.
Per dare un'idea della massa di una molecola piccola, qual è per esempio quella dell'acqua, si tenga conto che 1 u = 1/NA=1,66054×10−27 kg, quindi in un grammo d'acqua ci sono circa NA/18,0=3,34×1022 molecole.

## Peso formula
Per i composti chimici non molecolari e in particolare per i composti ionici e gli zwitterioni, non si può propriamente parlare di massa molecolare; si parla invece di massa formula riferendosi alla somma delle masse atomiche degli atomi che costituiscono la formula minima. Per esempio la formula minima del solfato di sodio è Na2SO4 quindi la sua massa formula è:
2 × 22,98977 u + 32,06 + 4 × 15,9994 u = 142,04 u

## Tipi di massa molecolare
A seconda dello scopo per il quale si calcolano o misurano masse molecolari, si possono ottenere diversi valori, in base a come si considerano gli isotopi, atomi dello stesso elemento che hanno masse diverse. Tre modi differenti di calcolare masse molecolari sono:
- Massa nominale
- Massa monoisotopica
- Massa media

La massa calcolata è la massa esatta, quella misurata (che sarà leggermente differente da quella calcolata) massa accurata.

## Miscele
Una miscela è in genere costituita da molecole di masse differenti. Un esempio in tal senso sono le materie plastiche, le quali sono costituite da diverse macromolecole con ciascuna la sua massa molecolare.  In realtà anche ogni singolo elemento chimico è una miscela di diversi isotopi, ciascuno con la sua massa atomica. Esiste cioè una distribuzione per la massa molecolare (o atomica).
In generale in statistica i parametri che caratterizzano una distribuzione ignota sono i suoi momenti, quindi in primo luogo la media. Nel caso delle masse molecolari sono possibili diverse medie a seconda dei pesi statistici impiegati:
- (massa molecolare) media numerica: {\displaystyle m_{n}={\frac {\sum n_{i}m_{i}}{\sum n_{i}}}}
- media ponderale: {\displaystyle m_{w}={\frac {\sum w_{i}m_{i}}{\sum w_{i}}}={\frac {\sum n_{i}m_{i}^{2}}{\sum n_{i}m_{i}}}}
- media zeta: {\displaystyle m_{z}={\frac {\sum n_{i}m_{i}^{3}}{\sum n_{i}m_{i}^{2}}}}
- media viscosimetrica: {\displaystyle m_{v}=\left[{\frac {\sum n_{i}m_{i}^{(1+a)}}{\sum n_{i}m_{i}}}\right]^{\frac {1}{a}}}

dove:
- {\displaystyle m_{i}\!\ } è la massa molecolare dell'i-esima molecola;
- {\displaystyle n_{i}\!\ } è la quantità di molecole aventi massa molecolare pari a {\displaystyle m_{i}\!\ };
- {\displaystyle w_{i}\!\ } è la frazione ponderale delle molecole con massa molecolare pari a {\displaystyle m_{i}\!\ };
- a è l'esponente dell'equazione di Mark-Houwink.

Il rapporto tra la massa molecolare media ponderale e quella media numerica è detto "indice di polidispersione" ed è una misura della dispersione delle masse molecolari.
Massa molecolare (o atomica) media numerica e massa molare sono in effetti la stessa grandezza fisica (rapporto massa/quantità di sostanza di una sostanza), ma i loro valori differiscono a meno della costante di massa molare. Nella massa molecolare l'unità di quantità di sostanza è una molecola (cioè è adimensionale), mentre nella massa molare si riferisce a una mole.
Per esempio l'idrogeno, che ha massa atomica media di 1,00794 g/mol, ovvero di 1,00794/(6.022x 10^23) g = 1.6737 x 10^-24 g. Non esiste però un atomo di idrogeno che abbia questa massa, ma un atomo di idrogeno in una miscela di idrogeno naturale può avere solo due valori di massa monoisotopica: circa 1 g/mol (nel 99,985% dei casi, ed è di prozio), e circa 2 g/mol (solo nello 0,015% dei casi, ed è di deuterio). Siccome la molecola di idrogeno è H2, la sua massa molecolare media è il doppio della massa atomica media dell'idrogeno. Ma di nuovo non c'è neanche una molecola in un gas di idrogeno che abbia quella massa: l'idrogeno naturale è costituito solo da molecole prozio-prozio da circa 2 g/mol, prozio-deuterio da circa 3 g/mol e deuterio-deuterio da circa 4 g/mol. In altri termini bisogna distinguere i concetti di media e mediana: la frequenza statistica di queste masse medie in una miscela è generalmente zero perché le masse atomiche hanno valori discreti (sono quantizzate).
La massa molare di un polimero aumenta all'aumentare del tempo durante il quale è svolta la reazione chimica di polimerizzazione (che consiste appunto nell'allungamento delle catene polimeriche), mentre l'indice di polidispersione dipende anzitutto dal meccanismo di reazione: nel caso di polimerizzazione a catena (che in genere è attivata termicamente) si ha un indice di polidispersione più elevato, mentre nel caso di polimerizzazione a stadi (che in genere è attivata attraverso l'impiego di catalizzatori) si ha un indice di polidispersione più basso.

## Massa molecolare e relatività speciale
A voler esser rigorosi, la massa molecolare non è esattamente uguale alla somma delle masse atomiche degli atomi presenti nella molecola. L'applicazione della teoria della relatività porterebbe a una piccola correzione pari a {\displaystyle -\Delta E/c^{2}}, dove Δ E è l'energia di legame della molecola e {\displaystyle c} è la velocità della luce. Tuttavia tale correzione è di entità trascurabile. Per esempio, l'energia di legame di una singola molecola d'acqua è circa 1,539×10−18 J, quindi la correzione sarebbe dell'ordine di 10−5 u, cioè pari ad appena 0.6 ppm.